# Rudolf Schülke
Rudolf Schülke († 25. März 1924 auf Gut Heinrichshof, Rausdorf) war ein deutscher Schiffskapitän, Unternehmer und Gründer der chemischen Fabrik Schülke & Mayr in Hamburg.

## Leben
Rudolf Schülke gründete 1886 gemeinsam mit dem Amsterdamer Kaufmann Julius Mayr-Bertheau (geb. Mayr; † 1921) in Hamburg-Winterhude am Goldbekkanal die erste auf Desinfektionsmittel spezialisierte Firma. Sie begannen 1889 mit der Herstellung des weltweit ersten Markendesinfektionsmittels Lysol. 1911 wurde Schülke & Mayr – die 1913 mit dem Markennamen Sagrotan das erste Markendesinfektionsmittel für den Endverbrauchermarkt einführte – in eine Aktiengesellschaft gewandelt. 1920 folgte die 100-prozentige Übernahme durch Lehn & Fink Inc., einem New Yorker Distributeur von pharmazeutischen Produkten, der bereits in Lizenz Lysol für den US-Markt herstellte.
Schülke bewohnte mit seiner Frau Bertha (geb. Segler, † 1919) ein Stadthaus in der Blumenstraße 38 am Rondeelkanal in Winterhude.
Bereits im Jahre 1896 erwarb er das Gut Heinrichshof in Rausdorf, ca. 20 Kilometer westlich von Hamburg, mit später rd. 350 ha Fläche und errichtete dort ein Herrenhaus. Auch betrieb er auf dem Heinrichshof ab 1911 gemeinsam mit seinem Sohn, dem promovierten Philologen Kurt Rudolf (* 1881), eine Entenfarm.
Schülke verstarb nach langem Leiden in seinem 80. Lebensjahr. Einer Traueranzeige im Hamburger Fremdenblatt vom 27. März 1924 ist zu entnehmen, dass er 30 Jahre als Vorstand des Vereins für Volkskaffeehallen e.V. dessen Geschicke voran trieb. Beigesetzt wurde er auf dem Friedhof von Trittau.

## Ehrungen
Im März 1905 wurde ihm von der Patriotischen Gesellschaft für die Erfindung eines Bücherhallen-Indikators die Goldene Medaille verliehen. Angeregt durch Eduard Hallier gehörte Schülke mit dem Reeder Hermann Blohm zu den finanziellen Unterstützern bei der Gründung der Volksbibliothek in Hamburg, den Hamburger Öffentlichen Bücherhallen.
Nach ihm benannt wurde am 18. Oktober 1972 die Stiftung Rudolf Schülke der Schülke & Mayr GmbH in Norderstedt bei Hamburg, die alle zwei Jahre einen mit 15.000 Euro dotierten Hygiene-Preis an Wissenschaftler vergibt. Auch erinnert in Norderstedt die Rudolf-Schülke-Straße an ihn.